# Amphilophus
Amphilophus es un género de cíclidos de América central que contiene 23 especies.

## Especies
- Amphilophus alfari Meek, 1907
- Amphilophus altifrons Kner, 1863
- Amphilophus amarillo Stauffer & McKaye, 2002
- Amphilophus astorquii Stauffer, McCrary & Black
- Amphilophus bussingi Loiselle, 1997
- Amphilophus calobrensis Meek & Hildebrand, 1913
- Amphilophus chancho Stauffer, McCrary & Black, 2008
- Amphilophus citrinellus Günther, 1864
- Amphilophus diquis Bussing, 1974
- Amphilophus flaveolus Stauffer, McCrary & Black, 2008
- Amphilophus hogaboomorum Carr & Giovannoli, 1950
- Amphilophus labiatus Günther, 1864
- Amphilophus longimanus Günther, 1867
- Amphilophus lyonsi Gosse, 1966
- Amphilophus macracanthus Günther, 1864
- Amphilophus margaritifer Günther, 1862
- Amphilophus nourissati Allgayer, 1989
- Amphilophus rhytisma López, 1983
- Amphilophus robertsoni Regan, 1905
- Amphilophus rostratus Gill, 1877
- Amphilophus sagittae Stauffer & McKaye, 2002
- Amphilophus xiloaensis Stauffer & McKaye, 2002
- Amphilophus zaliosus Barlow, 1976